# ハイケ・ドレクスラー

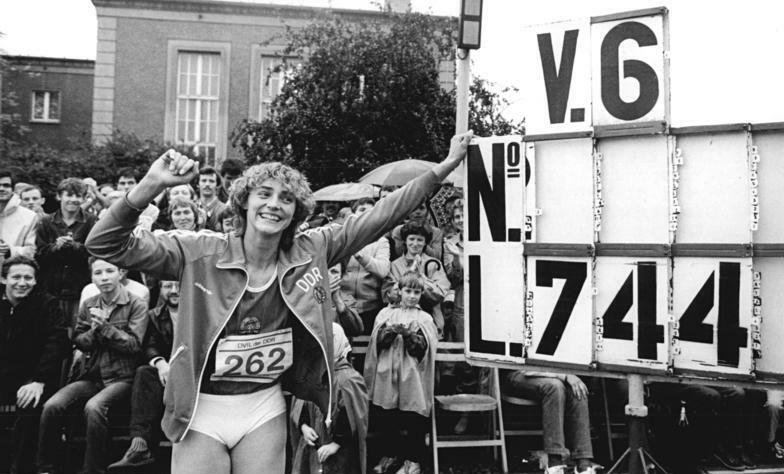
1985年、走幅跳で当時世界記録の7m44を記録したボードの隣に立つハイケ・ドレクスラー

ハイケ・ドレクスラー（Heike Drechsler, 1964年12月16日 - ）はドイツ（旧東ドイツ）・ゲーラ出身の女子陸上競技短距離、走幅跳の選手である。旧姓はダウテ（Daute）。

## プロフィール
- 18歳の時、ヘルシンキ世界選手権にて彗星のごとく現れ、走幅跳で優勝したのが、国際的なデビューであった。また、この年にマークした7m14は、現在でも世界ジュニア記録として残っている[1]。
- 1980年代〜2000年代までの長期間にわたり、世界の女子短距離及び走幅跳のトップ選手のひとりとして君臨していた。そのため、マスコミからは女性版『カール・ルイス』とも呼ばれた。1985年に、走幅跳で7m44の世界記録を樹立すると、翌1986年には走幅跳で自身の世界記録を更新（7m45）するとともに、200mでも世界タイ記録（21秒71）を2度マークした。
- 1990年の東西ドイツの統一時にチームメイトの多くが競技生活から退くなか、出産を経て、競技に復帰し、1992年バルセロナオリンピック、更には2000年シドニーオリンピックの2大会で金メダルを獲得するに至った。

## 主な成績
| 年   | 大会                       | 場所                         | 種目    | 結果 | 記録   |
| ---- | -------------------------- | ---------------------------- | ------- | ---- | ------ |
| 1983 | 世界陸上競技選手権大会     | ヘルシンキ(フィンランド)     | 走幅跳  | 1位  | 7m27   |
| 1985 | IAAF陸上ワールドカップ     | キャンベラ（オーストラリア） | 走幅跳  | 1位  | 7m27   |
| 1987 | 世界室内陸上競技選手権大会 | インディアナポリス(アメリカ) | 200m    | 1位  | 22秒27 |
| 1987 | 世界室内陸上競技選手権大会 | インディアナポリス(アメリカ) | 走幅跳  | 1位  | 7m10   |
| 1987 | 世界陸上競技選手権大会     | ローマ(イタリア)             | 100m    | 2位  | 11秒00 |
| 1987 | 世界陸上競技選手権大会     | ローマ(イタリア)             | 走幅跳  | 3位  | 7m13   |
| 1988 | オリンピック               | ソウル(大韓民国)             | 100m    | 3位  | 10秒85 |
| 1988 | オリンピック               | ソウル(大韓民国)             | 200m    | 3位  | 21秒95 |
| 1988 | オリンピック               | ソウル(大韓民国)             | 走幅跳  | 2位  | 7m22   |
| 1991 | 世界室内陸上競技選手権大会 | セビリア(スペイン)           | 走幅跳  | 2位  | 6m82   |
| 1991 | 世界陸上競技選手権大会     | 東京(日本)                   | 走幅跳  | 2位  | 7m29   |
| 1991 | 世界陸上競技選手権大会     | 東京(日本)                   | 4x100mR | 3位  | 42秒33 |
| 1992 | オリンピック               | バルセロナ(スペイン)         | 走幅跳  | 1位  | 7m14   |
| 1992 | IAAF陸上ワールドカップ     | ハバナ(キューバ)             | 走幅跳  | 1位  | 7m16   |
| 1993 | 世界陸上競技選手権大会     | シュトゥットガルト(ドイツ)   | 走幅跳  | 1位  | 7m11   |
| 1994 | IAAFグランプリファイナル   | パリ(フランス)               | 走幅跳  | 3位  | 6m83   |
| 1995 | 世界陸上競技選手権大会     | イェーテボリ(スウェーデン)   | 走幅跳  | 9位  | 6m64   |
| 1996 | IAAFグランプリファイナル   | ミラノ(イタリア)             | 走幅跳  | 2位  | 6m87   |
| 1997 | 世界室内陸上競技選手権大会 | パリ(フランス)               | 走幅跳  | 7位  | 6m63   |
| 1997 | 世界陸上競技選手権大会     | アテネ(ギリシャ)             | 走幅跳  | 4位  | 6m89   |
| 1998 | IAAFグランプリファイナル   | モスクワ(ロシア)             | 走幅跳  | 2位  | 6m99   |
| 1998 | IAAF陸上ワールドカップ     | ヨハネスブルグ(南アフリカ)   | 走幅跳  | 1位  | 7m07   |
| 2000 | オリンピック               | シドニー(オーストラリア)     | 走幅跳  | 1位  | 6m99   |
| 2000 | IAAFグランプリファイナル   | ドーハ(カタール)             | 走幅跳  | 1位  | 7m07   |
| 2001 | 世界室内陸上競技選手権大会 | リスボン(ポルトガル)         | 走幅跳  | 5位  | 6m75   |

## ベスト記録
- 100m　10秒91　（1986年7月6日・1988年7月2日）
- 200m　21秒71　（1986年6月29日・1986年8月29日、世界歴代5位）
- 走幅跳　7m48　（1988年7月9日・1992年7月8日、世界歴代3位）
- 七種競技　6741点　（1994年9月11日）